# バイエルン・ツークシュピッツ鉄道

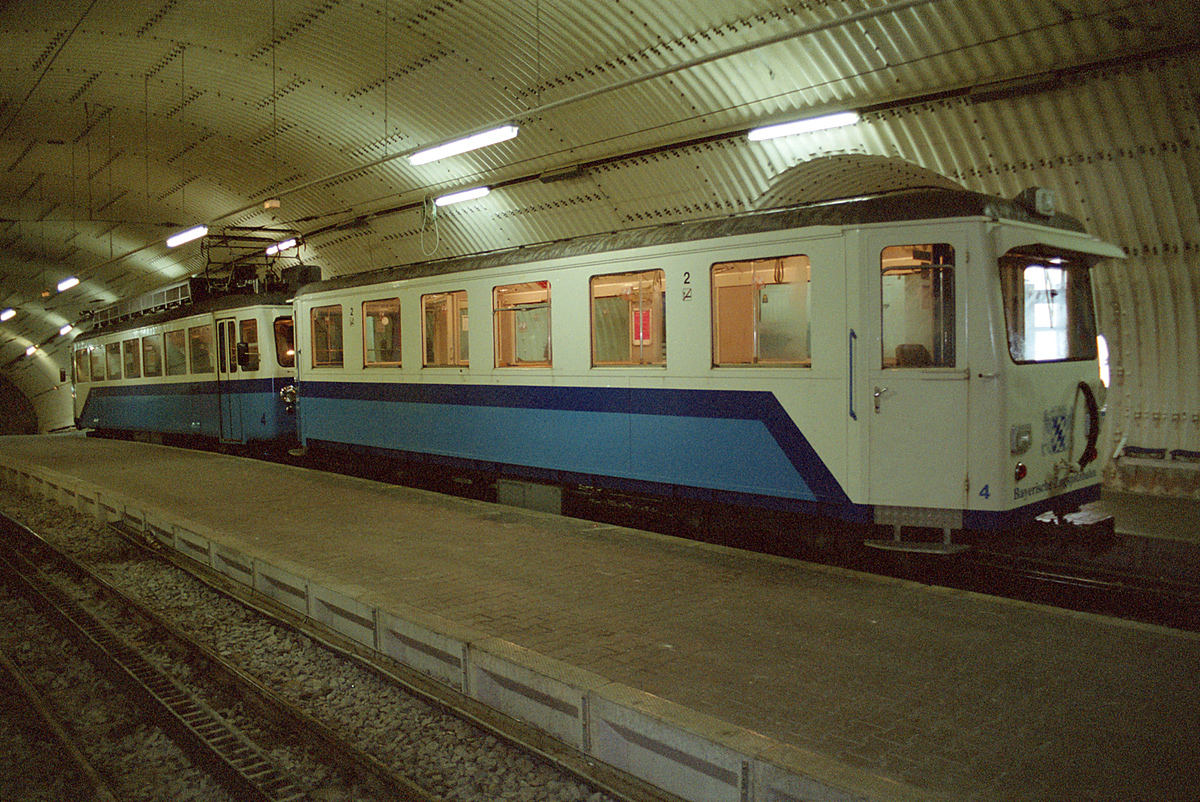
ツークシュピッツプラット駅

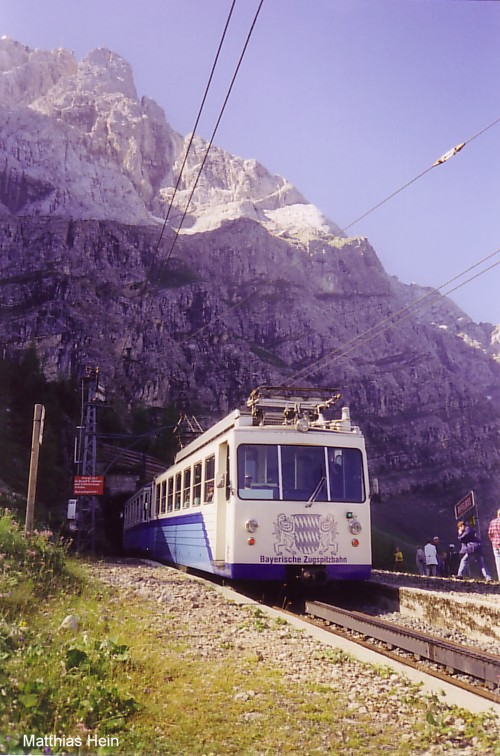
標高1639mのリッフェルリス駅

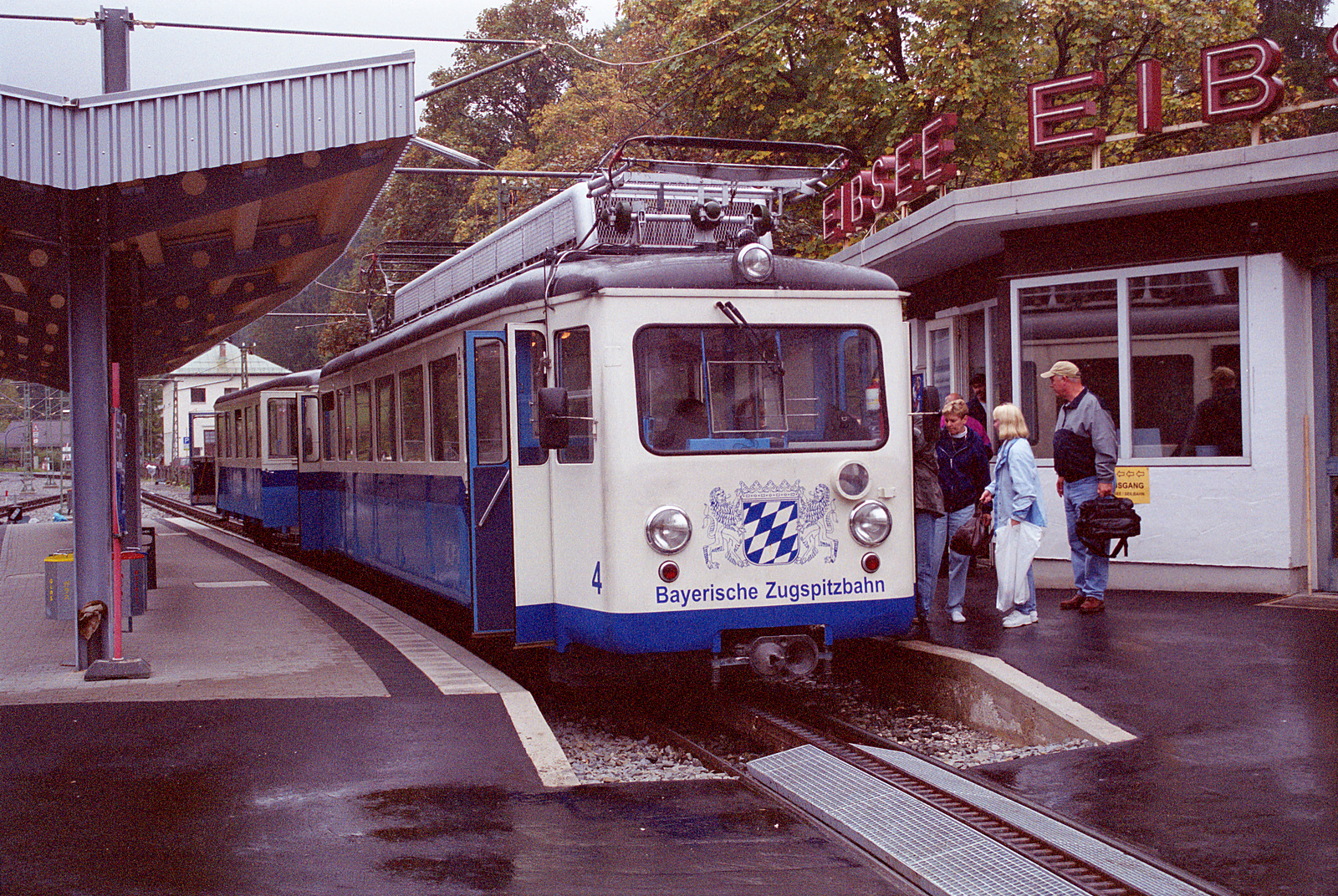
アイプゼー駅

バイエルン・ツークシュピッツ鉄道（バイエルン・ツークシュピッツてつどう・Bayerische Zugspitzbahn）はドイツのガルミッシュ＝パルテンキルヒェンからツークシュピッツェ山までを結ぶ登山鉄道である。途中のリッフェルリスから終点のツークシュピッツプラット間は、トンネルになっている。このトンネルの入口は雪の進入を防ぐために扉でふさがれていて、列車が通るときだけ開くシステムになっている。このトンネルの中にサンタ・バーバラという聖人の像がある（標高2000mぐらい）。列車の色はバイエルン州のシンボルカラーである水色と白色である。1930年に開通。

## 概要
軌間1000mmのメーターゲージで1500V直流架空電化、路線長は19.0km。最急勾配は粘着区間で35.1‰（パーミル）、リッゲンバッハ式ラック区間で250‰（パーミル）である。

## 駅名
- ガルミッシュ＝パルテンキルヒェン駅　ドイツ鉄道の駅に隣接しており、2020年に駅舎が新築された。標高は海抜705m
- グライナウ駅　　駅西側に車庫が併設されている。これより先はラック式鉄道となり、一部列車は乗換となる駅　標高は海抜751m
- アイプゼー駅　　ツークシュピッツェに直行するロープウェイへの乗り換え駅。アイプゼー駅周辺では眼下にアイプ湖が見える　標高は海抜1008m
- ツークシュピッツプラット駅　周辺はカール地形を利用したスキー場になっている。ここからもロープウェイでツークシュピッツェへ行くことができる。標高は海抜2588m

## 豆知識
- 山の上の売店やレストランは値段が結構高いので、ほとんど乗客は昼食を持参している。

## 参考出典
- 朝日新聞社　世界の車窓からDVDブック　No3　ドイツ